# 일리노이의 에이브 링컨
《일리노이의 에이브 링컨》(Abe Lincoln in Illinois)은 미국에서 제작된 존 크롬웰 감독의 1940년 드라마 영화이다. 레이몬드 머시 등이 주연으로 출연하였다. 개봉명은 《젊은 날의 링컨》이다.

## 출연

### 주연
- 레이몬드 머시

### 조연
- 진 로크하트
- 루스 고든
- 메리 하워드
- 마이너 왓슨
- 앨런 백스터
- 하비 스티븐스
- 하워드 다 실바
- 도로시 트리
- 모리스 머피

## 기타
- 원작자: 로버트 E. 셔우드